# Liste der Mitglieder der National Academy of Sciences/1972
Im Jahr 1972 wählte die National Academy of Sciences der Vereinigten Staaten 87 Personen zu ihren Mitgliedern.

## Neugewählte Mitglieder
- Bruce N. Ames (1928–2024)
- Henry H. Barschall (1915–1997)
- Alexander G. Bearn (1923–2009)
- Ronald P. Bell (1907–1996)
- Baruj Benacerraf (1920–2011)
- Solomon Berson (1918–1972)
- Kenneth M. Brinkhous (1908–2000)
- Roy J. Britten (1919–2012)
- Roger W. Brown (1925–1997)
- Henri P. Cartan (1904–2008)
- A. Noam Chomsky (* 1928)
- James S. Coleman (1926–1995)
- Sidney P. Colowick (1916–1985)
- Rodney L. Cool (1920–1988)
- Alan Cottrell (1919–2012)
- Albert V. Crewe (1927–2009)
- Stanley J. Cristol (1916–2008)
- Robert A. Dahl (1915–2014)
- William J. Darby (1913–2001)
- Vincent P. Dole (1913–2006)
- Frank D. Drake (1930–2022)
- Richard J. Duffin (1909–1996)
- Pol Duwez (1907–1984)
- Ernest L. Eliel (1921–2008)
- Hans P. Eugster (1925–1987)
- Harold J. Evans (1921–2007)
- Don W. Fawcett (1917–2009)
- Leon Festinger (1919–1989)
- Maxwell Finland (1902–1987)
- Joseph G. Gall (1928–2024)
- John H. Gibbon, Jr. (1903–1973)
- Gertrude S. Goldhaber (1911–1998)
- Peter C. Goldmark (1906–1977)
- Peter Goldreich (* 1939)
- Ralph E. Gomory (* 1929)
- Erwin L. Hahn (1921–2016)
- Jack Harlan (1917–1998)
- Osamu Hayaishi (1920–2015)
- Roy Hertz (1909–2002)
- James G. Hirsch (1922–1987)
- James L. Hoard (1905–1993)
- Roald Hoffmann (* 1937)
- George C. Homans (1910–1989)
- George W. Housner (1910–2008)
- F. Clark Howell (1925–2007)
- Henry S. Kaplan (1918–1984)
- Samuel Karlin (1924–2007)
- John Cowdery Kendrew (1917–1997)
- Donald Kennedy (1931–2020)
- George B. Koelle (1918–1997)
- Simon Kuznets (1901–1985)
- H. Sherwood Lawrence (1916–2004)
- Alexander Leaf (1920–2012)
- R. Duncan Luce (1925–2012)
- Willem V. R. Malkus (1923–2016)
- Bruce Merrifield (1921–2006)
- Kurt Mislow (1923–2017)
- Juval Ne’eman (1925–2006)
- Oliver E. Nelson, Jr. (1920–2001)
- Allen Newell (1927–1992)
- Marcel Nicolet (1912–1996)
- Charles E. Osgood (1916–1991)
- Robert L. Pigford (1917–1988)
- Rodney R. Porter (1917–1985)
- Frederick C. Robbins (1916–2003)
- Reed C. Rollins (1911–1998)
- Jerzy E. Rose (1909–1992)
- Saul Roseman (1921–2011)
- Malvin A. Ruderman (1927–2024)
- Elizabeth S. Russell (1913–2001)
- Robert M. Solow (1924–2023)
- Alexander Spoehr (1913–1992)
- Janos Szentagothai (1912–1994)
- Charles Tanford (1921–2009)
- Hans-Lukas Teuber (1916–1977)
- Lewis Thomas (1913–1993)
- James Tobin (1918–2002)
- Sam Treiman (1925–1999)
- P. Roy Vagelos (* 1929)
- Steven Weinberg (1933–2021)
- Mogens Westergaard (1912–1975)
- John R. Whinnery (1916–2009)
- George W. Whitehead (1918–2004)
- William B. Wood (1938–2024)
- Robert Zwanzig (1928–2014)
- Ulf S. von Euler (1905–1983)
- Gustav von Koenigswald (1902–1982)